# Dzielnica im. Marszałka Józefa Piłsudskiego

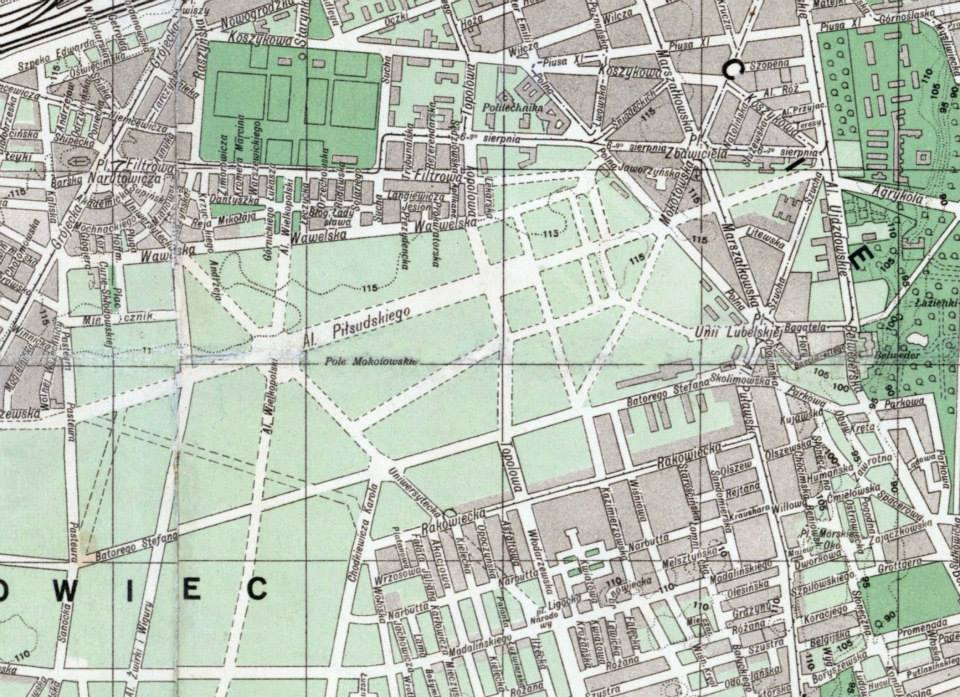
Kawałek mapy Warszawy z 1939 roku na której widoczny jest plan dzielnicy

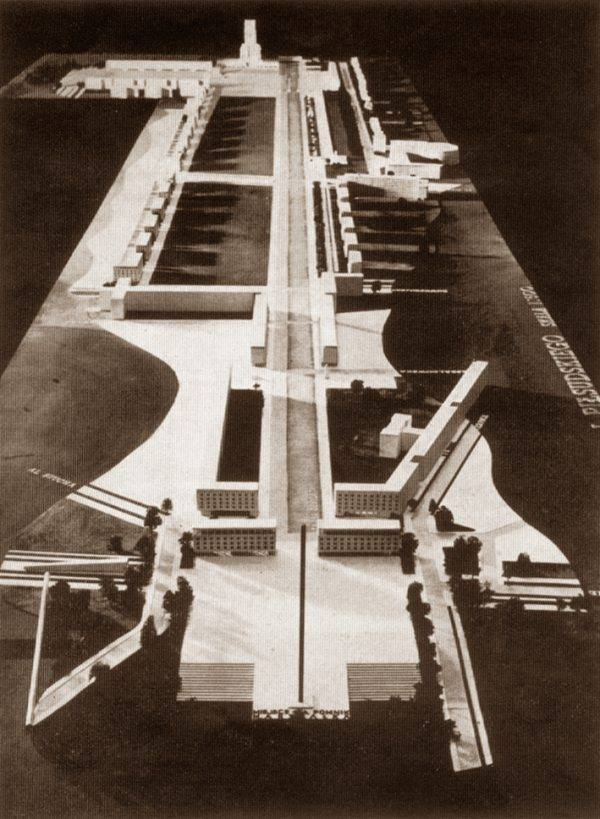
Makieta dzielnicy; widoczne Plac Defilad oraz główna arteria (najpierw Sejmowa, po 1935 Piłsudskiego)

Dzielnica im. Marszałka Józefa Piłsudskiego - planowana dzielnica Warszawy w dwudziestoleciu międzywojennym. Miała powstać na terenach Pola Mokotowskiego i miała pełnić głównie funkcję administracyjną oraz reprezentacyjną. Jej głównym architektem był Bohdan Pniewski.

## Historia
Osobny artykuł: Pole Mokotowskie